# Calodia tridenta
Calodia tridenta  (лат.) — вид прыгающих насекомых рода Calodia из семейства цикадок (Cicadellidae). Ориентальная область: Индия. Общая окраска рыжевато-бурая. Голова, пронотум и мезонотум чёрные. Лицо жёлтое с коричневыми фронтальными швами. Глаза и оцеллии чёрные; передние крылья коричневые; метастарнит чёрный. Шипы задних лапок жёлтые, коготки чёрные. Длина самцов 6,7 мм; ширина головы через глаза 1,8 мм.Скутеллюм крупный, его длина равна или больше длины пронотума. Голова субконическая, отчётливо уже пронотума; лоб узкий. Глаза относительно крупные, полушаровидные. Клипеус длинный, узкий. Сходны по габитусу с Calodia subcrista, отличаясь деталями строения гениталий. Вид был описан в 2019 году энтомологами C. A. Viraktamath и Naresh M. Meshram (Индия).